# Consecuencias del golpe de Estado en Egipto de 2013
Las protestas contra el golpe de Estado en Egipto de 2013 comenzaron  El 3 de julio de 2013, luego que el general egipcio Abdul Fatah al-Sisi derrocó al presidente islamista Mohamed Morsi con el apoyo del movimiento civil Tamarod, la coalición política Frente de Salvación Nacional, el Partido al-Nour, la autoridad islámica de Al-Azhar y la Iglesia copta. El Golpe fue una repuesta a las masivas protestas que se extendían desde 2012, las cuales acusaban al presidente de ejercer el poder de forma autoritaria, así como de querer islamizar el país mediante una Constitución basada en la Sharía. 

## Manifestaciones de apoyo al presidente depuesto Morsi

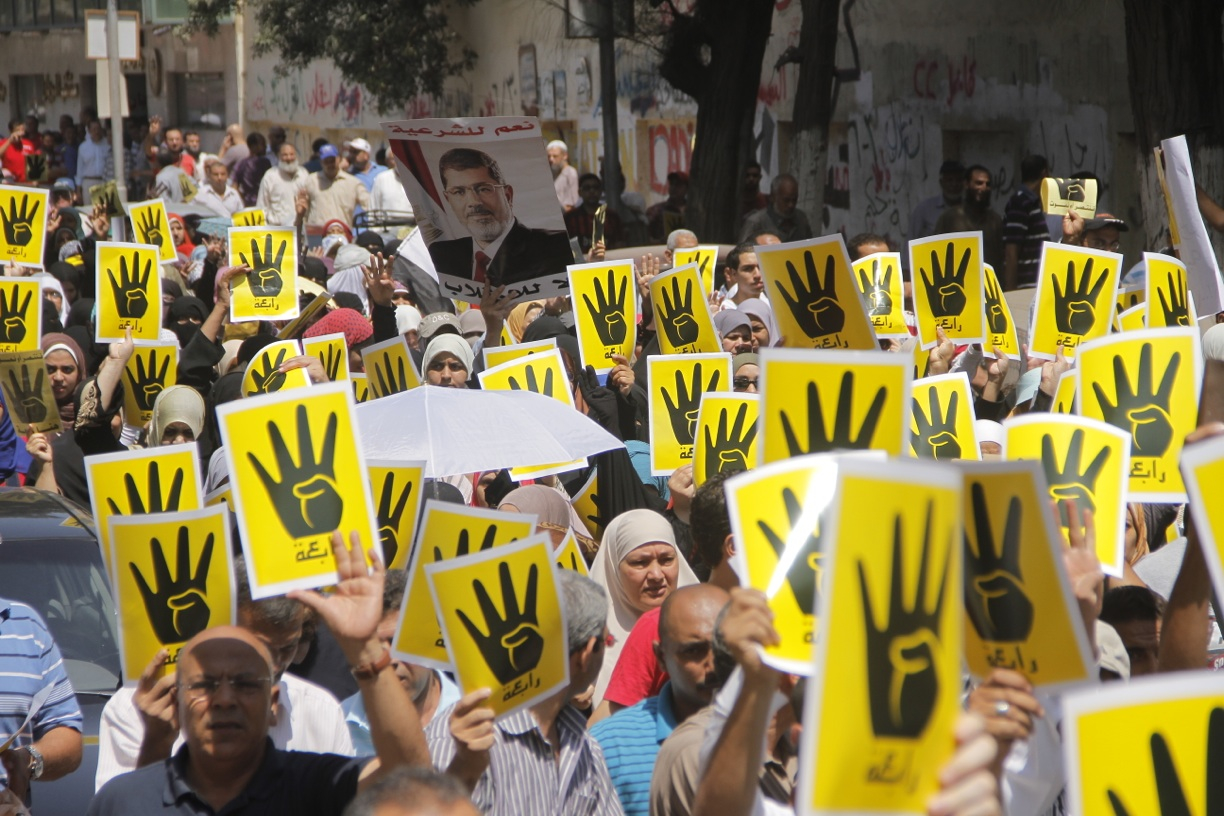
Partidarios de los Hermanos Musulmanes

Tras el derrocamiento de Mohamed Morsi, miles de personas que apoyaron al depuesto presidente, así como también miembros de su gobierno, se congregaron en distintos puntos del país para protestar en contra de los nuevos gobernantes y para mostrar su oposición al Golpe de Estado. Varias de las manifestaciones derivaron en choques entre el ejército egipcio y los manifestantes, algunos de ellos armados.

### Cronología de las protestas

#### Julio: Enfrentamientos en el Club de la Guardia Republicana y el Puente 6 de Octubre
El 5 de julio, tras la oración del viernes, los partidarios de Morsi fueron convocados al llamado "Día de Rechazo" y tomaron las calles de varias ciudades del país. La policía intentó disolver algunas de las manifestaciones con gases lacrimógenos y balas de plástico, como ocurrió en Zaqaziq.
El 8 de julio, los Hermanos Musulmanes declararon una intifada contra las fuerzas armadas e intentaron asaltar el club de oficiales de la Guardia Republicana. El Ejército, alegando que los manifestantes tenían armas de fuego y artefactos incendiarios, reprimió la protesta, causando más de 50 muertos y cerca de 450 heridos, lo que la Hermandad calificó de "masacre". Tras los violentos altercados, el Partido al-Nour retiró su apoyo a la coalición gobernante y se opuso al nuevo gobierno.
El 20 de julio, cientos de miles de personas se congregaron en distintos puntos de Egipto; unas para apoyar al derrocado presidente Mohamed Mursi y otras para celebrar su destitución. Estas manifestaciones dieron pie a enfrentamientos entre seguidores y opositores que dejaron al menos 3 muertos y siete heridos.
El 25 de julio,  al-Sisi dio de nuevo un ultimátum, en esta ocasión dirigido a los manifestantes de la Hermandad, en el que pidió a éstos que se unieran a las "filas de la patria"  o de lo contrario el Ejército "cambiaría su estrategia en el trato de la violencia" que supuestamente generaban los manifestantes. Según fuentes del aparato de seguridad citadas por la agencia de noticias oficial, MENA, 29 millones de personas se manifestaron a favor del golpe militar, mientras que la Agencia Central de Movilizaciones Públicas y de Estadísticas calculó 35 millones de personas.
El 26 de julio murieron al menos 72 personas y unas 269 resultaron heridas en choques entre partidarios Morsi y la policía en el distrito cairota de Ciudad Naser, según cifras tanto del Ministerio de Salud como de la Hermandad Musulmana.
Los servicios de seguridad informaron de que los enfrentamientos comenzaron cuando la policía intentó desbloquear con gases lacrimógenos el Puente 6 de octubre, uno de los principales de la ciudad, el cual había sido tomado por los islamistas. Sin embargo, la Hermandad aseguró que la policía usó balas reales y abrió fuego contra los manifestantes.

#### Agosto: Redadas en las plazas de Raba al Adawiya y Nahda y Estado de Emergencia
El 14 de agosto, el Ejército disolvió por la fuerza las acampadas masivas que habían instalado los partidarios de Morsi en las plazas cairotas de Nahda y Raba al Adawiya. Asegurando que algunos de los manifestantes estaban armados, la policía usó gases lacrimógenos y supuestamente balas reales para dispersarles, lo que derivó en enfrentamientos que causaron un elevado número de fallecidos: 595 civiles, 43 policías y dos periodistas extranjeros, según el Ministerio de Sanidad. Paralelamente, el Ministerio de Transporte paralizó las vías ferroviarias egipcias para impedir la llegada de más manifestantes a El Cairo.

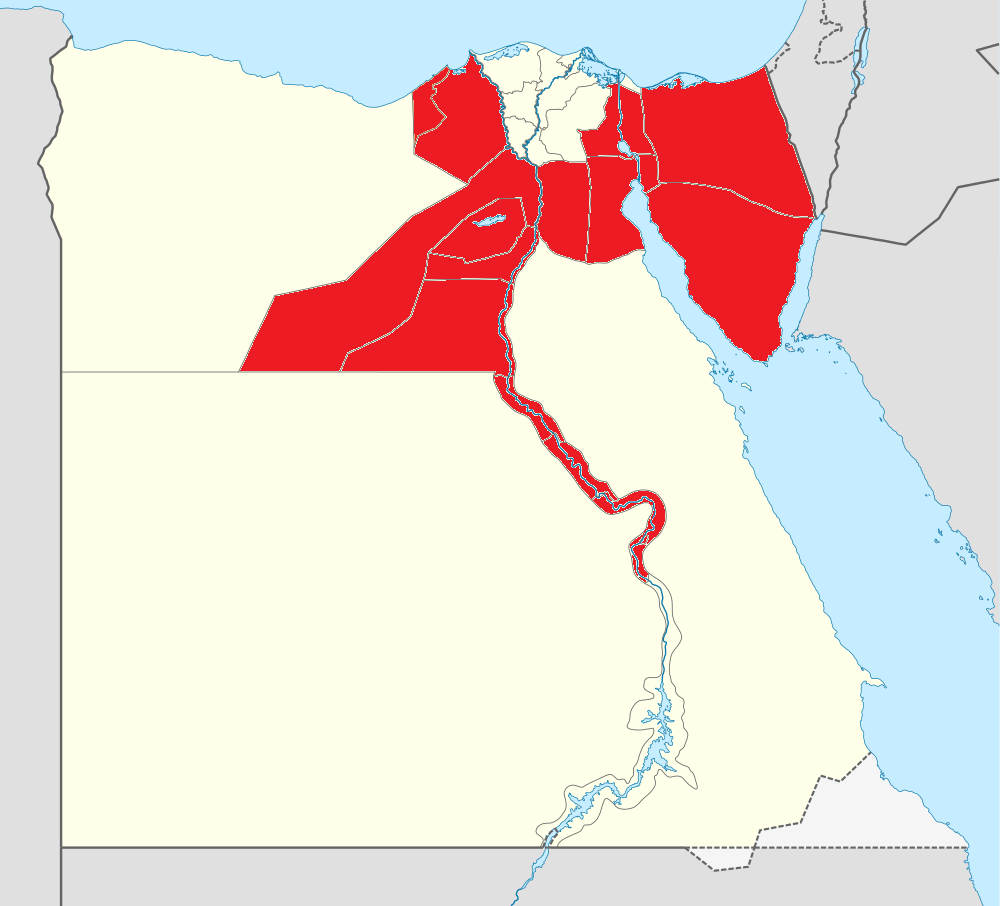
Mapa de las gobernaciones egipcias en las que se declaró un toque de queda tras los violentos choques del 14 de agosto

La controvertida actuación de la policía, probablemente desmesurada, motivó al vicepresidente Mohamed el-Baradei a anunciar su dimisión; por su parte el presidente interino, Adli Mansur, declaró el Estado de Emergencia.
Al día siguiente, los partidarios de Morsi volvieron a salir a las calles de El Cairo y Alejandría para denunciar lo que calificaron de "masacre", y prendieron fuego a dos edificios gubernamentales en Guiza.
El 16 de agosto, congregados de nuevo bajo el llamado "Viernes de la Ira", los Hermanos Musulmanes tomaron las principales calles de El Cairo y otras ciudades egipcias, y se enfrentaron con la policía en la Plaza Ramsés de la capital. Los choques se saldaron con 173 muertos y 1330 heridos.
Tras los choques en la Plaza Ramsés, los miembros de la Hermandad se acuartelaron en la Mezquita al-Fatah de El Cairo. El 17 de agosto el Ejército rodeó el edificio religioso e intentó evacuarla pacíficamente, aunque hubo disparos entre la policía y un tirador que se había instalado en lo alto del minarete. Después de lanzar gas lacrimógeno, las fuerzas de seguridad entraron en el templo y sacaron uno a uno a los manifestantes islamistas, al tiempo que los protegían de varios civiles anti-Morsi armados que intentaban agredirles. Finalmente la mezquita fue vaciada y varios de sus ocupantes, detenidos.
En los días siguientes la Hermandad fue incapaz de llevar a cabo grandes protestas, debido a la falta de organización tras la detención de sus líderes y por las fuertes medidas de seguridad tomadas por el Ejército, que dispersaron a los manifestantes antes de que llegaran a formar marchas multitudinarias y bloquearon las principales calles de El Cairo.

### Persecución a los cristianos
Durante el gobierno de Mohamed Morsi, el Congreso Egipcio basó su nueva constitución en la Sharia o ley islámica, lo que acercó a Egipto a convertirse en un Estado teocrático musulmán. Por esta razón el papa copto  Teodoro II decidió manifestar su oposición a Morsi y apoyar el golpe militar.
Ante esta situación, varios seguidores de la Hermandad Musulmana respondieron atacando e incendiando centros cristianos (iglesias, monasterios, escuelas...)  ortodoxos, católicos y protestantes en al menos nueve provincias de Egipto. Además, varios miembros de la comunidad cristiana, que representan al 10% de la población egipcia, fueron asesinados o robados en sus propias casas, según denunció Amnistía Internacional.
Solamente durante la primera quincena de agosto, se habían quemado 49 iglesias y otros tantos centros cristianos, según el Obispado de Guiza.

## Gobierno de Transición

### Formación y miembros
El 9 de julio, el presidente interino Adli Mansur anunció un calendario para celebración de elecciones parlamentarias y presidenciales en el plazo de seis meses y nombró a Hazem el Beblaui como primer ministro de Egipto. Los miembros del nuevo gobierno egipcio tomaron posesión de sus cargos el martes 16 de julio El nuevo gobierno estaba formado por liberales y tecnócratas y no incluía a ningún islamista. En él figuraban tres mujeres.
El puesto de vicepresidente  originalmente lo ostentó Mohamed el-Baradei hasta su dimisión. Igualmente el-Sisi renunció a su cargo de vice primer ministro el 26 de marzo de 2014, con la intención de participar en las Elecciones presidenciales de Egipto de 2014. El primer ministro Hazem al Beblaui también dimitió, siendo sustituido por Ibrahim Mahlab
Adli Mansur 
 Presidente de Egipto
Mohamed el-Baradei
 (14 de julio de 2013-14 de agosto de 2013) 
 Vicepresidente de Egipto
Abdul Fatah al-Sisi
 (16 de julio de 2013-26 de marzo de 2014) 
 Vice primer ministro de Egipto
Hazem al Beblaui
(16 de julio de 2013-25 de febrero de 2014)
Ibrahim Mahlab 
 Primer ministro de Egipto

### Ley sobre las protestas
Una ley aprobada por decreto por el presidente Mansur, limitaba el derecho a convocar manifestaciones, obligando a los organizadores a, entre otras medidas, notificar a la policía su convocatoria con varios días de antelación, entregar datos personales y de contacto o informar de los lugares por los que pasa la marcha, su fecha y sus demandas. Las convocatorias frente a edificios públicos o lugares de culto quedaron prohibidas, así como el uso de máscaras o velos para ocultar rasgos faciales. 
Aquella manifestación que no cumpliese dichas normativas podía ser disuelta por la policía con cañones de agua, gases lacrimógenos o porras, y si ninguno de esos medios era efectivo, disparos al aire y bombas de humo y de sonido o incluso armas de fuego si la situación fuese peligrosa. 
Los manifestantes armados se enfrentarían a al menos siete años de cárcel y multas de al menos 100.000 libras egipcias y penas menores para las demás infracciones.

## Disolución de la Hermandad Musulmana y detención de su cúpula
El 10 de julio, La Fiscalía Egipcia ordenó la detención de más de 300 miembros de los Hermanos Musulmanes por "incitaciones a la violencia". Algunos de ellos se refugiaron en las proximidades de la mezquita cairota de Raba al Adawiya, donde estaban acampados los simpatizantes de Morsi
El 25 de julio, la justicia egipcia también ordenó prisión preventiva para el propio presidente Morsi, acusado de espiar para el grupo palestino Hamás con el objetivo de perpetrar "acciones enemigas contra el país" y el asalto a una cárcel.
Sin embargo, no fue hasta mediados de agosto cuando se llevaron a cabo las principales detenciones, las cuales "descabezaron" a la Hermandad Musulmana: Mohamed Badía (líder de la Hermandad), Jairat el-Shater (excandidato presidencial de la Hermandad), Rashad al-Bayumi (viceguía de la Hermandad), Mohamed el-Beltagy (secretario del Partido), Mohamed Mahdi Akef (antiguo guía espiritual del grupo), Saad Katatny (líder parlamentario), Safwat Hegazy (importante clérigo suní)  y los portavoces Gehad El-Haddad, Ahmed Aref y Murad Ali. Además, la Fiscalía ordenó la detención de otros 260 seguidores de Morsi de menor peso en la Hermandad.
El 23 de septiembre la Hermandad Musulmana fue finalmente ilegalizada por la Justicia por "usar sus instalaciones para almacenar explosivos" y ser una amenaza a la unidad y seguridad nacionales. Asimismo se confiscaron todos sus bienes, y se disolvieron organizaciones asociadas. Unas semanas más tarde fue arrestado en El Cairo Essam al-Erian, considerado el último líder del brazo político de la Hermandad, y el
Por último, el 25 de diciembre el grupo fue declarado "organización terrorista", impidiéndole participar en la vida política, y aplicando sanciones a aquellas personas que participen en las actividades del grupo, las financien, hagan propaganda a su favor o sigan vinculadas de cualquier forma al movimiento.
Ese mismo día fue arrestado el ex primer ministro Hesham Qandil. Sólo algunos cargos de la Hermandad quedaron en libertad, tales como Mahmoud Ezzat o Mohammed Ali Beshr.

## Nueva Constitución
El gobierno provisional decidió someter a referéndum en las primeras semanas de 2014 una nueva Constitución, como alternativa a la Constitución "islamista" del derrocado Morsi. Según el análisis que hizo del proyecto la profesora de la Universidad Autónoma de Madrid, Luz Gómez García, en el mismo, entre otras cosas, se mantenían los poderes que el ejército ya tenía en la época de Hosni Mubarak —lo que hizo que éste alabara el proyecto— e impedía participar en la política egipcia a los Hermanos Musulmanes, declarados a finales de 2013 como "organización terrorista".
El 15 de enero de 2014 concluyó el referéndum constitucional de Egipto de 2014 con una amplia victoria del SÍ, aunque con una participación inferior al 40% del censo a causa del boicot de los Hermanos Musulmanes que apoyaban al presidente depuesto Mohamed Morsi.
El 24 de enero, víspera del tercer aniversario de la revolución que derrocó a Hosni Mubarak, tuvieron lugar cuatro atentados en El Cairo que causaron seis muertos y decenas de heridos. Fueron reivindicados por la organización yihadista inspirada en Al Qaeda Ansar Bait al Maqdis y condenados por los ilegalizados Hermanos Musulmanes. También se produjeron enfrentamientos entre la policía y manifestantes favorables al presidente depuesto Mohamed Morsi en diversos lugares de Egipto con el resultado de 12 muertos y decenas de heridos.